# Piotr Sobotta
Piotr Jürgen Sobotta znany także jako Pierre Sobotta (ur. 12 listopada 1940 w Gliwicach) – polski lekkoatleta specjalizujący się w skoku wzwyż, mistrz i rekordzista Polski, olimpijczyk.

## Życiorys
Syn Otto i Elżbiety Noglik. Startował na igrzyskach olimpijskich w 1960 w Rzymie, gdzie zajął 15. miejsce w finale skoku wzwyż. Wystąpił również na mistrzostwach Europy w 1962 w Belgradzie, ale odpadł w eliminacjach.
Był dwukrotnym mistrzem Polski w 1960 i 1962. Był rekordzistą Polski (2,09 m 3 czerwca 1962 w Krakowie, jest to również jego rekord życiowy).
W latach 1960–1963 dziewięć razy startował w meczach reprezentacji Polski w skoku wzwyż, odnosząc 1 zwycięstwo. W 1962 w meczu Polski ze Stanami Zjednoczonymi z konieczności wystąpił również w skoku o tyczce, w którym zajął ostatnie miejsce, ale zdobył tym samym punkt dla reprezentacji.
Był zawodnikiem AZS Katowice (1955), AZS Gliwice (1956–1960) i AZS Kraków (1961–1965).
Był mężem Barbary Lerczakówny.
Studiował na Politechnice Krakowskiej na Wydziale Architektury. Przerwał studia na 5. roku. W 1965 wyjechał do Włoch. Kontynuował studia architektonicznych w Mediolanie. W 1968 roku uzyskał tytuł inżyniera architekta. Następnie przeniósł się do Francji, otworzył biura projektowe w Annecy i Paryżu.
Obecnie mieszka w Nicei.